# Manly Palmer Hall

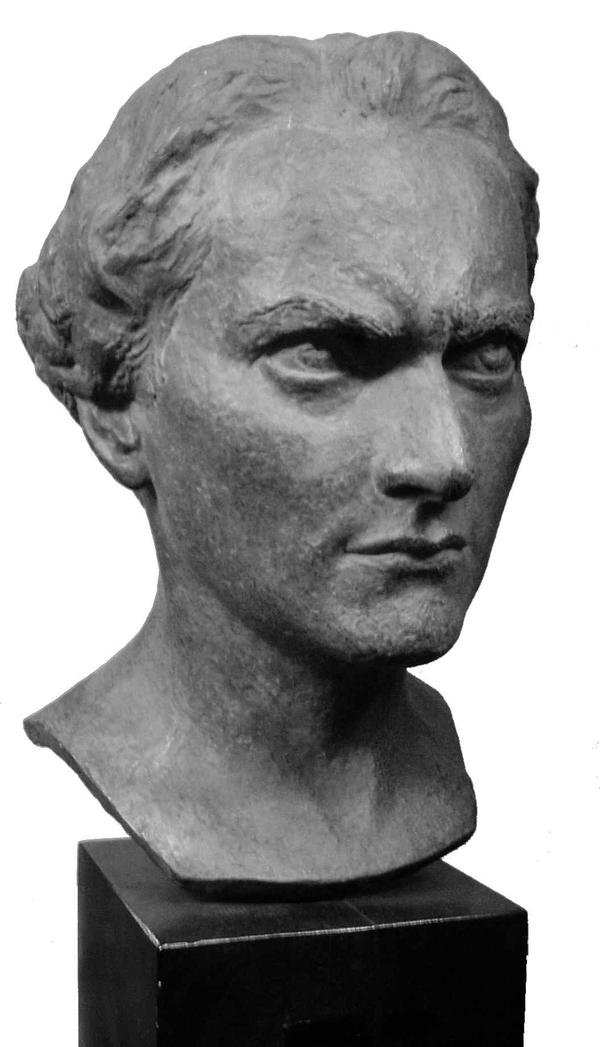
Buste van Manly Palmer Hall

Manly Palmer Hall (Peterborough, Ontario, 18 maart 1901 - Los Angeles, 29 augustus 1990) was een Canadese schrijver en mysticus. Hij schreef meer dan tweehonderd boeken. Zijn bekendste werk is "The Secret Teachings of All Ages: An Encyclopedic Outline of Masonic, Hermetic, Qabbalistic and Rosicrucian Symbolical Philosophy", verschenen in 1928.
Hij wordt door velen gezien als een gezaghebbend geleerde op het terrein van filosofie, religie, mystiek en occultisme.
In 1934 richtte Manly Palmer Hall de Philosophical Research Society (PRS) op in Los Angeles, Californië, gericht op een ideële aanpak van menselijke problemen.
De PRS claimt een volledig zelfstandige organisatie te zijn, die vrij is van politieke en kerkelijke controle. Het programma van de PRS legt de nadruk op de noodzaak van een integratie van filosofie, religie en wetenschap in een onderwijsprogramma. Zijn privé-bibliotheek vormde de basis voor de publiek toegankelijke bibliotheek van de PRS, waarin vele zeldzame bronnen, op de terreinen die zijn belangstelling hadden, zijn opgenomen.
Gedurende een periode van ruim 70 jaar gaf Hall ongeveer 8000 lezingen en schreef hij naast diverse tijdschriftartikelen meer dan 150 boeken en essays.

## Biografie
Hall werd geboren als zoon van tandarts William S. Hall en chiropracticus Louise Palmer Hall. In 1919 verhuisde Hall, die zijn vader nooit gekend had, met zijn grootmoeder Florence Palmer van Canada naar de Verenigde Staten. Na het overlijden van zijn grootmoeder beëindigde Hall zijn functie als administratief medewerker op Wall Street, New York en trok in bij zijn moeder in Santa Monica. Hall deelde in de fascinatie van zijn moeder voor de opkomst van utopische religieuze gemeenschappen in zuid California. In die tijd een broedplaats van spirituele zoekers. Hier maakte Hall kennis met Sydney J. Brownson. Al snel ontwikkelde Brownson zich tot mentor van de toen nog jonge Hall en binnen een jaar hield Hall zijn eerste lezing over reincarnatie.:17
Hij was sinds 28 juni 1954 lid van de vrijmetselarij (Jewel Lodge No. 374, San Francisco).
Het daaropvolgende jaar werd hij lid van de schotse ritus. Op 8 December 1973 werd hij door de Ancient and Accepted Scottish Rite of Freemasonry for the Southern Jurisdiction of the United States of America geëerd met de 33ste graad van soeverein grootinspecteur-generaal.:71